# Districte de Cookstown
El Districte de Cookstown (gaèlic irlandès Comhairle Cheantar na Coirre Críochaí; Ulster Scots: Districk Cooncil o Cookestoun) és un districte que ocupa bona part del comtat de Tyrone i part del comtat de Derry. La seu és a Cookstown. Altres petites ciutats són Pomeroy, Moneymore, Coagh i Stewartstown i a l'est fa frontera amb el llac Neagh. Té una àrea de 610 km² i una població de 35.500 habitants.
El consell té 16 representats elegits. Les eleccions locals es convoquen cada quatre anys amb el sistema de vot únic transferible. El president i el vicepresident del consell són elegits en la trobada anyal cada juny. L'última elecció va tenir lloc el maig de 2009, però el 25 d'abril de 2009 Shaun Woodward, Secretari d'Estat per a Irlanda del Nord anuncià que les eleccions de districte programades per a 2009 foren posposades fins a la introducció dels 11 consells nous en 2011. Les reformes proposades foren abandonades en 2010, i les eleccions de districte més recents van tenir lloc en 2011
El Consell de Districte de Cookstown es divideix en 3 àrees electorals: Drum Manor, Ballinderry i Cookstown Central. A les últimes eleccions de 2011 els regidors foren elegits entre els partits: 6 Sinn Féin, 4 Social Democratic and Labour Party (SDLP), 3 Partit Unionista de l'Ulster (UUP) i 3 Partit Unionista Democràtic (DUP). En 2011-2012 el president del consell és Sean Clarke (de Drum Manor) del Sinn Féin i el vicepresident és Christine McFlynn (de Ballinderry) del SDLP.